# Megokris pescadoreensis
Megokris pescadoreensis är en kräftdjursart som först beskrevs av Schmitt 1931.  Megokris pescadoreensis ingår i släktet Megokris och familjen Penaeidae. Inga underarter finns listade i Catalogue of Life.